# Иримешти (Валча)
Иримешти (рум. Irimești) насеље је у Румунији у округу Валча у општини Балчешти. Oпштина се налази на надморској висини од 309 m.

## Становништво
Према подацима из 2002. године у насељу је живело 360 становника, од којих су сви румунске националности.